# Бей-Бієнко Григорій Якович
Григо́рій Я́кович Бей-Біє́нко (* 7 лютого 1903 — † 3 листопада 1971 Санкт-Петербург) — радянський російський ентомолог, спеціаліст з ряду прямокрилих і близьких рядів (таргани, вуховертки та інші). Доктор біологічних наук, професор. Член-кореспондент АН СРСР. Заслужений діяч науки РРФСР. Президент Всесоюзного ентомологічного товариства.

## Біографія
Г. Я. Бей-Бієнко народився 7 лютого 1903 року в сім'ї ремісника в Білопіллі тодішнього Сумського повіту Харківської губернії. В 1907—1908 роках сім'я переїхала до Омська. Григорій вступив до місцевого комерційного училища (1912). Після революції (1917) цей заклад реорганізували у школу 2-го ступеню. Майбутній вчений її й закінчив (1921) і вступив до Сибірської сільськогосподарської академії (нині Аграрний університет). За сумісництвом першокурсник працював препаратором на катедрі ентомології.
Після закінчення вишу (1925) Г. Бей-Бієнка залишили при цій катедрі як аспіранта і викладача зоології, сільськогосподарської ентомології та фітопатології. У 1927 році ентомолог одержав тривале відрядження до Ленінграда. Молодий вчений працював тут у Зоомузеї Академії наук СРСР (майбутньому ЗІНі — Зоологічному інституті) та у відділі прикладної агрономії Державного інституту дослідної агрономії.
Невдовзі (1929) Григорія Бей-Бієнка запросили на роботу до новоствореного Всесоюзного інституту захисту рослин (Ленінград): науковим співробітником, потім призначили вченим-спеціалістом, завідувачем лабораторії з вивчення саранових. У 1937 році він захистив як докторську дисертацію свою монографію про ряд вуховерток. У лютому 1938 року його обрали завідувачем катедри ентомології Ленінградського сільськогосподарського інституту. Григорій Якович став ще й деканом на факультеті захисту рослин.
Під час війни він став добровольцем народного ополчення. У березні 1942 року його у важкому стані евакуювали (разом з сільгоспінститутом) з Ленінграда до Пермі. Повернувся він у жовтні 1944 року, знов завідував катедрою, а в 1968 році перейшов до ЗІНу, який став основним місцем роботи. Тут він очолив відділення прямокрилих.
У 1952 році вченого обрали віце-президентом, а у 1965 році — президентом Всесоюзного ентомологічного товариства. У 1953 році він став членом-кореспондентом АН СРСР. У 1955 році Григорій Якович підписав адресований ЦК КПРС «Лист трьохсот», спрямований проти засилля школи Т. Д. Лисенка у радянській біології.
3-го листопада 1971 року Григорій Якович Бей-Бієнко помер.
 ...він мав рідкісний робочий темперамент, живо та діяльно відгукувався на запити наукового життя і вмів це життя скеровувати. З ним було легко і приємно працювати, він не боявся труднощів і брав багато на себе.Оригінальний текст (рос.)
…он обладал редким рабочим темпераментом, живо и действенно откликался на запросы научной жизни и умел эту жизнь направлять. С ним было легко и приятно работать, он не боялся трудностей и брал многое на себя.
Професор, Почесний президент Всесоюзного ентомологічного товариства О. О. Штакельберг

## Наукова діяльність
Перші кроки Г. Бей-Бієнко у науці пов'язані із вивченням комах-шкідників сільського господарства. Ще у студентські роки він брав участь у заходах боротьби з сарановими під час їх масового розмноження, спостерігав особливості біології цих комах. Невдовзі він обрав їх основним об'єктом своїх досліджень. Влітку 1925 року молодий ентомолог став учасником експедиції Омського сільгоспінституту, під час якої вивчав поширення саранових на Алтаї. Всебічне вивчення систематики, фауністики, екології і господарського значення цих комах стало головним напрямом його наукової роботи на все життя. Одночасно коло досліджень розширювалось і охопило спочатку весь ряд прямокрилих, а потім решту рядів з надряду ортоптеороїдних — коників, цвіркунів, тарганів, примарових, вуховерток тощо. Ці праці заклали потужні підвалини вивчення ортоптероїдних в СРСР. Внесок Г. Я. Бей-Бієнко у систематику комах детально проаналізований А. В. Гороховим. В екології Г. Бей-Бієнко висунув і обґрунтував плідний загальнобіологічний «принцип зміни стацій».
Він створив у ЗІНі одну з найбільших в світі колекцій ортоптероїдних, визначивши тисячі комах, які зберігалися «мертвим вантажем» в фондах інститут. Завдяки Григорію Яковичу вони стали доступними для сучасних ентомологів і дослідників з прийдешніх поколінь .

Коник пилохвіст український — Poecilimon ukrainicus, відкритий Г. Я. Бей-Бієнко у 1951 році

Його дослідження охоплювали всю Палеарктику, Східну й Південно-Східну Азію, включаючи Афганістан, Іран, Корейський півострів, Непал, Японію, Філіппіни, Індонезію, території по обидва боки лінії Воллеса. Г. Бей-Бієнко описав як нові для науки 1 підродину, 77 родів, понад 500 видів і понад 60 підвидів. Серед описаних ним видів — коник пилкохвіст український, занесений до Червоних книг України і Польщі.
Григорій Якович чимало зробив для подолання розриву між академічною та прикладною наукою. Понад половина його публікацій спрямована на розв'язок проблем із захисту сільськогосподарських рослин.
Вчений збирав науковий матеріал під час експедицій до Далекого Сходу, Китаю, Балканського півострова. Він брав участь у XV Міжнародному зоологічному і в XI, XII, XIII Міжнародних ентомологічних конгресах. Вчений також став учасником Спелеологічного конгресу (Югославія, 1966), XXXII з'їзду Польського ентомологічного товариства.

## Науково-організаційна діяльність
Григорій Якович тривалий час обіймав посаду віце-президента, а згодом і президента Всесоюзного ентомологічного товариства. Він очолював оргкомітет XIII Міжнародного ентомологічного конгресу (Москва, 1968). Він став ініціатором видання, редактором і одним з авторів капітального п'ятитомного «Визначника комах Європейської частини СРСР».
Він підтримував ділові та особисті дружні зв'язки з головою Протисаранового центру у Лондоні, російським емігрантом Б. П. Уваровим, вивчав діяльність ентомологічних установ Чехословаччини, Китаю.
Під керівництвом Г. Бей-Бієнка 23 аспіранти стали докторами біологічних наук, а двоє захистили докторські дисертації.

## Основні праці

### Монографії та визначники[5]
- Насекомые, вредящие полевым культурам — 1934; 2-е изд. 1937.[у співавторстві з В. В. Щоголевим і А. В. Знам'янським]
- Кожистокрылые (серия «Фауна СССР»). Л.: Наука, 1936.
- Саранчевые фауны СССР и сопредельных стран: в 2 ч. — М. — Л. : изд-во АН СССР, 1951. — (Определители по фауне СССР, издаваемые Зоологическим музеем Академии наук, вып. 38)Саранчовые фауны СССР и сопредельных стран [у співавторстві з Л. Л. Міщенко; перекладено на англійську].
- Насекомые таракановые. Фауна СССР (Новая серия…, № 40). М.-Л.: Наука, 1950. — 343 с.
- Фауна СССР: Прямокрылые. Т. 2. Вып. 2: Кузнечиковые. Подсем. Листовые кузнечики (Phaneropterinae). — (Новая серия… № 59) — — М., Л. : Наука, 1954. — 384 с.
- Определитель насекомых Европейской части СССР: В 5-ти т. Т. 1: Низшие, древнекрылые, с неполным превращением — М., Л. : наука, 1964. — 935 с. [у складі авторського колективу]
- Насекомые и клещи — вредители сельскохозяйственных культур. Т. 1: Насекомые с неполным превращением– Л. : Наука, 1972. — 321 с. [у складі авторського колективу]

### Підручники та навчальні посібники
- Сельскохозяйственная энтомология. 3-е изд. 1955. [у співавторстві з Н. Н. Богдановим-Катьковим, В. М. Щоголевим та ін.]
- Лабораторные занятия по энтомологии. 2-е изд. — Л.: Колос, 1966. — 303 с. [у співавторстві з О. А. Скориковою).
- Практикум по сельскохозяйственной энтомологии. 2-е изд. — Л.: Колос, 1976. — 359 с. [у складі авторського колективу]
- Общая энтомология: Учебник для университетов и с.х. вузов. 3-е изд. — М.: Высшая школа, 1980. — 416 с.

### Статті
- Принцип смены стаций и проблема начальной дивергенции видов. // Журнал общей биологии, 1959, т.20, № 5, с. 351—358.
- Смена местообитаний наземными организмами как биологический принцип // Журнал общей биологии, 1966, т.27, № I, с. 5-21.
- Прямокрылые насекомые (Orthoptera) острова Комодо и соседних островов в Индонезии // Зоол. журн., 1966, т. 45, вып. 12, с 1779—1795.

Загалом Г. Я. Бей-Бієнко є автором понад 200 публікацій. Їх повний перелік, складений його донькою, дивись у.

## Нагороди і визнання
Крім названих вище орденів, медалей та почесних звань, Г. Я. Бей-Бієнко відзначений академічною премією імені М. О. Холодковського (1951). На честь Григорія Яковича названо чимало таксонів з групи ортоптероїдних (саранові, коники, цвіркуни та інші). Серед цих таксонів — рід пустельних саранових Beybienkia Tsyplenkov, 1956 (родина Pamphagidae) і рід тропічних тарганів Beybienkoa Roth, 1991 (родина Ectobiidae). 76-й том Трудів Російського ентомологічного товариства присвячений 100-річному ювілеєві вченого.